# Grebehna
Grebehna ist ein Ortsteil der Gemeinde Wiedemar im Landkreis Nordsachsen. Grebehna war bis 2012 Teil der Gemeinde Zwochau.

## Lage

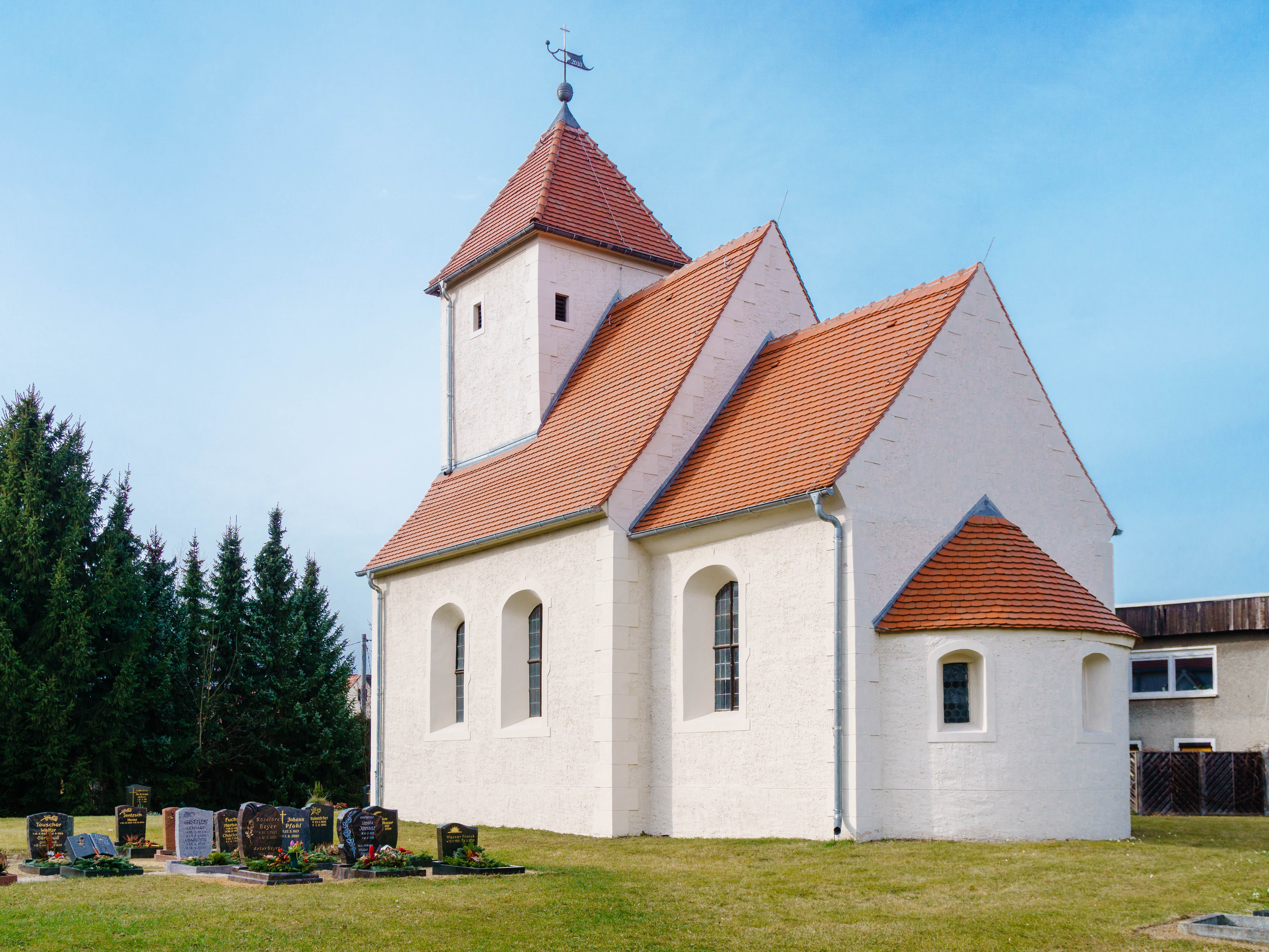
Kirche in Grebehna

Das Gassengruppendorf Grebehna liegt nördlich von Leipzig etwa zwei Kilometer entfernt vom Flughafen Leipzig/Halle auf rund 120 m. Wiedemar liegt rund zwei Kilometer westlich. Östlich befinden sich der Schladitzer und der Werbeliner See.

## Geschichte
Grebehna wurde womöglich erstmals 1219 als Arnoldus de Gribene erwähnt. Wahrscheinlicher ist hier aber Grieben bei Tangermünde. Die nächste Erwähnung wäre in diesem Fall 1350 als Gribene, Greben. Spätere Erwähnungen sind Grebene (1378), Grebin (1464), Grebeine (1497), Grebenne (1518), Grebehne (1570), Griben (1580) und Grebehna (1791). Im Jahre 1551 war der Ort Amtsdorf und dem Rittergut Döbernitz zugehörig. Im Jahre 1950 erfolgte die Eingemeindung nach Zwochau.
| Jahr          | 1551                           | 1747                         | 1818 | 1880 | 1895 | 1910 | 1925 | 1939 | 1946 | 16. April 2024 |
| ------------- | ------------------------------ | ---------------------------- | ---- | ---- | ---- | ---- | ---- | ---- | ---- | -------------- |
| Einwohnerzahl | 14 besessene Mann, 20 Inwohner | 14 besessene Mann, 2 Häusler | 120  | 226  | 220  | 259  | 228  | 217  | 368  | 136            |

Im Jahre 1925 waren 227 Einwohner evangelisch-uniert und einer war Katholik.
Der Dorfkern ist noch heute als ursprünglich slawischer Rundling erkennbar, und auch der Straßenname des Dorfplatzes "Am Rundling" weist darauf hin. 

## Persönlichkeiten
- Christian August Buhle (1734–1807), war ein deutscher Naturwissenschaftler, Hof- und Hospitalwundarzt sowie Chirurg

## Belege
1. 1 2  Gemeindebote Wiedemar
2. ↑  Grebehna – HOV | ISGV. Abgerufen am 16. März 2024.